# Мангушев, Рашид Абдуллович
Мангушев, Рашид Абдуллович (1951, Ленинград) — член-корреспондент РААСН,заслуженный деятель науки Российской Федерации, заслуженный работник высшего образования РФ, доктор технических наук, профессор, профессор кафедры геотехники федерального государственного бюджетного образовательного учреждения высшего образования «Санкт-Петербургский государственный архитектурно-строительный университет» (СПбГАСУ).
Признанный ученый в области механики грунтов, оснований, фундаментов и геотехники, руководитель научной школы «Технология и организация строительства, основания и фундаменты, подземные сооружения», включённой в реестр научных школ Санкт-Петербурга от 13.12.2013. Заместитель председателя Научного Совета РААСН по геотехнике. Председатель диссертационного совета по защите докторских и кандидатских диссертаций при СПбГАСУ. Технический эксперт РААСН и РАН. Член Совета по сохранению культурного наследия и эксперт Градостроительного совета Санкт-Петербурга. Член редколлегий семи журналов, входящих в перечень ВАК. При непосредственном руководстве Мангушева Р.А. проведено и осуществляется научное сопровождение проектирования и строительства более 200 крупных проектов и строек.

## Биография
Окончил Ленинградский инженерно-строительный институт (ЛИСИ) в 1973 году по специальности «инженер-строитель».
В 1980 году защитил кандидатскую диссертацию по теме «Исследование деформаций оснований стальных вертикальных цилиндрических резервуаров (в условиях слабых грунтов)». Избран на должность доцента в 1986 году. В 1988 году присвоено звание доцента.
В 1993 году защитил докторскую диссертацию. Тема докторской диссертации: «Принципы формирования застройки с учетом разнотипности зданий и напластования грунтов, определяющих выбор фундаментов» .
Избран на должность профессора в 1994 году. Получил звание профессора в 1996 году.
Член-корреспондент государственной Российской академии архитектуры и строительных наук (РААСН) с 2011 года.
Заведующий кафедрой геотехники Санкт-Петербургского государственного архитектурно-строительного университета с 2001 по 2022 г.
Под его руководством, на протяжении более чем 20 лет, кафедра геотехники занимает по результатам года призовые места среди подразделений университета.
Более 40 лет Мангушев Р. А. читает лекции и проводит все виды учебных занятий по курсам механика грунтов, основания и фундаменты для студентов различных строительных специальностей, а так же для слушателей института повышения квалификации преподавателей и руководящих инженерно-технических работников.
Читает лекции на английском языке в США, Швеции, Германии, Финляндии, Израиле, Корее, Японии, Голландии, Индии.
автор и соавтор более 350 научных печатных трудов, включая 9 монографий, 12 авторских свидетельств и патентов на изобретения, семи учебников. Подготовил 18 кандидатов и 2 доктора технических наук. Участник и докладчик, в т. ч. генеральный, на 35 международных конференциях и конгрессах..
Мангушев Р. А. — председатель Совета по защите докторских и кандидатских диссертаций Д 212.223.01 при ГОУ ВПО СПбГАСУ и член Совета по защите докторских и кандидатских диссертаций Д 212.223.05 при ГОУ ВПО СПбГАСУ.
Он является членом редколлегий 5 научно-технических строительных журналов, входящих в рекомендованный список ВАК. Участник и докладчик на многих региональных, общероссийских и международных научных конференциях (с 2005 по 2023 год — руководитель, генеральный докладчик, докладчик, руководитель секций, участник 42 конференций).
Под научной редакцией профессора Мангушева Р. А. выпущено:
— 12 межвузовских сборников трудов по механике грунтов, основаниям и фундаментам, геотехнике.
— 24 выпуска журнала «Вестник гражданских инженеров», включенного в перечень изданий рекомендуемых ВАК (научный редактор раздела «Геотехника»).
Является Вице-Президентом Российского и членом международного комитетов по механике грунтов и фундаментостроению (РОМГГиФ, ISSMFE), членом комиссий по строительству на слабых грунтах и развития мегаполисов международного геотехнического общества (ISSMFE). Член экспертной группы градостроительного Совета и Совета по сохранению культурного наследия при Правительстве Санкт-Петербурга. Заместитель председателя научно-технического совета по геотехники РААСН, член научного совета строительного отделения РААСН.
Мангушев Р. А. — Заслуженный работник высшего образования РФ, Почетный работник высшего профессионального образования РФ, лауреат премии Правительства Санкт-Петербурга за достижения в области науки и образования 2016 года.
За научные и производственные достижения он награжден почетными и памятными медалями имени Н. М. Герсеванова и Н.А Цытовича Российского общества по механике грунтов, геотехнике и фундаментостроению (РОМГГиФ). Награжден знаком «Строительная Слава» Союза Строителей РФ. Отмечен дипломом РОМГГиФ им. профессора С. Б. Ухова «За оригинальное инженерное решение и научное обоснование проекта в практике устройства оснований, фундаментов и подземных сооружений».
Имеет благодарности губернатора Матвиенко В.И и вице-губернатора Санкт-Петербурга Вахмистрова А. И., Министра культуры РФ, почетные грамоты Министерства образования РФ. Награжден 2 серебряными медалями (2012, 2015) РААСН за научную и издательскую деятельность. Отмечен 2 дипломами РААСН за учебники и учебные пособия по строительству. За большие научные и производственные успехи, в 2017 году награждён медалью ордена «За заслуги перед отечеством», в 2018 году — орденом «Звезда славы. Экономика Азербайджана».
С 1999 года Мангушев Р. А. возглавляет Научно-производственный и консалтинговый центр геотехнологий Санкт-Петербургского государственного архитектурно-строительного университета. Под его руководством осуществлено и осуществляется проектирование, строительство и научное сопровождение крупных проектов и строек.
При активном участии Мангушева Р. А. разработаны многие нормативные технические документы для строительной отрасли.
Мангушев Р. А. активно участвует в популяризации строительной отрасли Санкт-Петербурга и России путем публикации в массовой печати материалов по проблемам строительной отрасли, науки и образования и имеет 25 публикации в городских и федеральных изданиях средств массовой информации.
Им обоснованы научно-технические принципы расчета, проектирования и строительства новых типов фундаментов зданий и сооружений, таких как: новые типы фундаментов  стальных вертикальных цилиндрических резервуаров на слабых грунтах Западной Сибири; предложено и разработано научно-техническое обоснование комплексной оценки инженерно-геологических условий и технико-экономических параметров фундаментов при квартальной застройке; проведены исследования, анализ и обоснование конструкций новых типов свай, изготавливаемых в грунте; проведено научно-техническое обоснование и научно-техническое сопровождение строительства подземных сооружений на территориях уплотненной застройки; выполнены исследования влияния различных технологических факторов при устройстве работ нулевого цикла на дополнительную осадку соседних зданий и сооружений. Им разработано и обосновано новое научное направление «Технологическая механика грунтов в приложении к подземному строительству» и др.
Распоряжением Правительства РФ от 31.08.2019 № 1944-р Мангушеву Р. А. присуждена премия Правительства Российской Федерации 2019 года в области образования.  Распоряжением Правительства РФ от26 октября 2022 года  № 3179-р Мангушеву Р. А. присуждена премия Правительства Российской Федерации 2022 года в области науки и техники.
«Заслуженный деятель науки Российской Федерации» (2025), «Заслуженный работник высшей школы Российской Федерации» и «Почетный работник высшего образования Российской Федерации», «Лауреат премии Правительства Российской Федерации в области  науки и техники» (2022), «Лауреат премии Правительства Российской Федерации в области образования» (2019) и «Лауреат премии Правительства Санкт-Петербурга в области науки и высшего образования» (2016). Награжден медалью ордена РФ «За заслуги перед Отечеством» 2-й степени, медалью Августина Бетанкура Министерства транспорта РФ, орденом Азербайджана «Звезда Славы. Экономика Азербайджана», медалью академика Ш. Айталиева (Республика Казахстан), почетным знаком «Строительная Слава» Союза Строителей Российской Федерации. Имеет благодарности губернаторов и вице-губернаторов Санкт-Петербурга, Министра культуры РФ, почетные грамоты Министерства образования РФ. Отмечен тремя серебряными медалями и двумя дипломами РААСН, почетными медалями РОМГГИФ. Диплом им. Ухова С.В. "За оригинальное инженерное решение и научное обоснование проекта в практике устройства оснований, фундаментов и подземных сооружений", награжден юбилейной медалью "50 лет Байкало-Амурской магистрали".